# Spaans Tripoli
Spaans Tripoli was een Spaans presidio dat de stad Tripoli in het huidige Libië omvatte, die tussen 1510 en 1530 tot het Spaanse Rijk in Noord-Afrika behoorde.Spanje veroverde de stad op de Berberse Hafsiden tijdens de Spaanse verovering van Tripoli in juli 1510. Twintig jaar lang werd het bezit voor Spanje geregeerd door de Spaanse onderkoning van Sicilië als een buitenpost. Spanje stond het bezit af aan de Tempeliers, die de stad 21 jaar lang regeerden voordat deze in 1551 door het Turkse Ottomaanse Rijk werd ingenomen.